# Euplexia melanistis
Euplexia melanistis là một loài bướm đêm trong họ Noctuidae.